# NGC 7046
NGC 7046 је спирална галаксија у сазвежђу Ждребе која се налази на NGC листи објеката дубоког неба.
Деклинација објекта је + 2° 50' 4" а ректасцензија 21h 14m 56,0s. Привидна величина (магнитуда) објекта NGC 7046 износи 13,2 а фотографска магнитуда 13,9. NGC 7046 је још познат и под ознакама UGC 11708, MCG 0-54-9, CGCG 375-20, IRAS 21123+0237, PGC 66407.